# Велика Окружна вулиця (Київ)
Велика Окружна вулиця — вулиця у Святошинському районі міста Києва, житлові масиви Микільська Борщагівка, Південна Борщагівка. Пролягає від Кільцевої дороги (двічі). 
Прилучаються вулиці Зодчих, Григоровича-Барського.

## Історія
Вулиця виникла в 60-ті роки XX століття під назвою Окружна. Сучасна назва — з 1965 року.

## Установи та заклади
- Загальноосвітня школа № 235 ім. В. Чорновола (буд. № 1-Б)
- Дошкільний навчальний заклад (буд. № 1-В)